# Anthony Doerr
Anthony Doerr (Cleveland, Ohio, 27 de octubre de 1973) es un escritor estadounidense de novelas y relatos cortos. Ha recibido varios premios literarios entre los que destaca el Premio Pulitzer en 2015 con  La luz que no puedes ver (All the Light We Cannot See). Vive en Boise, Idaho con su esposa y sus dos hijos gemelos.

## Biografía
Nació y creció en Novelty (Ohio). Se interesó por primera vez en la literatura cuando su madre le leyó Las Crónicas de Narnia de C.S. Lewis. Estudió en University School, una escuela privada de solo chicos.  Se licenció en historia en el Bowdoin College y se graduó en 1995. Hizo un máster en la Bowling Green State University. Antes y después de la universidad, trabajaba y viajaba a varios lugares delmundo, entre ellos Alaska, Nueva Zelanda, Kenia y las Islas de Barlovento. En muchos sitios se ganó la vida haciendo pequeños trabajos, por ejemplo en las granjas de ovejas, como cocinero en Telluride, Colorado y en una fábrica en Ketchikan. 
Su mujer, Shauna Eastman, es nativa de Idaho. Se conocieron en Bowdoin College y tuvieron dos niños gemelos. 
Hoy en día, es residente de Boise, Idaho y contribuye a menudo a The Morning News, un periódico en línea; además, escribe una reseña bimensual sobre libros relacionados con la ciencia para el Boston Globe.

## Vida profesional
A lo largo de su vida de escritor ha ganado varios premios por sus libros. Su primer éxito fue The Hunter's Wife, un relato corto que publicó en el periódico The Atlantic en 2001. En 2014, Doerr publicó La luz que no puedes ver, que en 2015 ganó el Premio Pulitzer. La obra cuenta la historia de Marie, una niña ciega en Francia, y Werner, un joven soldado en Alemania, durante la Segunda Guerra Mundial. La junta del Pulitzer lo alabó como «una novela imaginativa e intrincada sobre los horrores de la Segunda Guerra Mundial, escrita en capítulos breves y elegantes que exploran la naturaleza humana y el poder contradictorio de la tecnología».

## Obras

### Novelas
- Sobre Grace (2016) ISBN 978-84-8365-897-0- (About Grace) (2004) ISBN 978-0-7432-6182-1
- La luz que no puedes ver (2015) (All the Light We Cannot See) (2014)
- Ciudad de las nubes (2021) (Cloud Cuckoo Land) (2021) ISBN 978-84-9129-429-0

### Cuentos
- El rastreador de conchas (2017) (The Shell Collector)[7] (2002) ISBN 1439190054
- El muro de la memoria (2018) (Memory Wall) (2010) ISBN 978-1-4391-8280-2
- The Deep (2010)

### Memorias
- Un año en Roma. Una celebración de la vida, de la escritura y de la Ciudad Eterna (2016) ISBN 978-84-663-3658-1 (Four Seasons in Rome: On Twins, Insomnia and the Biggest Funeral in the History of the World)[8] (2007) ISBN 978-1-4165-4001-4

## Premios
2002: Barnes & Noble Discover Prize por The Shell Collector
2003: El Young Lions Fiction Award de la Biblioteca Pública de Nueva York por The Shell Collector
2005: Ohioana Book Award por Sobre Grace
2011: The Story Prize] por Memory Wall
2011: Ohioana Book Award por Memory Wall
2011: Sunday Times EFG Private Bank Short Story Award por The Deep
2015: Premio Pulitzer por La luz que no puedes ver